# Аав, Герман Васильевич
Архиепи́скоп Ге́рман (фин. arkkipiispa Herman, при рождении Герман Васильевич Аав, эст. Herman Aav; 2 сентября 1878, Хелламаа, Сааремаа — 14 января 1961, Куопио) — епископ Финляндской Архиепископии Константинопольского Патриархата, в 1925—1960 годы — её предстоятель с титулом «Карельский и всей Финляндии».

## Биография
Родился 2 сентября 1878 года в Хелламаа на острове Муху, в семье эстонского псаломщика Василия Аава и его супруги Марии Эллик.
В 1894 году по второму разряду окончил Рижское духовное училище, а в 1900 году по второму разряду окончил Рижскую духовную семинарию.
В 1904 году вступил в брак с Любовью Бобковской, происходившей из семьи священнослужителя прихода протоиерея Александра Бобковского и его супруги Ольги Бародкиной.
С 1900 по 1904 года трудился в должности псаломщика в церкви города Хаапсалу.
27 сентября 1904 году рукоположён в сан священника и служил в православных приходах Эстонии (до 1920 года — Рижская епархия, затем — автономная Эстонская православная церковь) в деревнях: Лелле (1904—1907), Вяндра (1907—1911) и Мустяла (1911—1922). С 1 января 1920 по 5 февраля 1921 года — настоятель Никольской церкви в Курессааре.
Был благочинным округа Сааремаа и членом Поместного Собора Эстонской православной церкви.
17 июня 1922 года на Соборе Финляндской церкви избран викарием архиепископа Финляндского и Выборгского Серафима (Лукьянова). 8 июля 1922 года патриарх Константинопольский Мелетий IV без предварительного пострижения в монашество рукоположил его в сан епископа Сортавальского.
По свидетельству Первоиерарха РПЦЗ Антония (Храповицкого): «Именно Вселенский патриарх рукоположил ему в викария священника Аава (без всякого пострижения в монашество или даже в рясофор) не только без его, архиепископа, согласия, но даже вопреки его протесту; этим покойный патриарх попрал основной канон Церкви — 6-е правило I Вселенского Собора (и многих других)… И вот, сей сомнительный епископ Герман, в мирском одеянии, побритый и подстриженный, расхаживает по улицам города на соблазн православных и, возбуждая злорадство иноверцев».
29 декабря 1923 года решением Государственного Совета и указом президента Финляндии на основании принятого закона об официальном языке Финляндии, архиепископ Серафим, как не освоивший в четырёхмесячный срок финский язык, был отстранён от управления Финляндской церковью и принудительно отправлен на покой в Коневецкий монастырь, а в 1926 году при помощи митрополита Евлогия (Георгиевского) покинул Финляндию. На состоявшемся в 1925 году Соборе духовенства епископ Сортовальский Герман (также не владевший финским языком) был избран и 13 июня 1925 года утверждён предстоятелем Финляндской православной церкви с титулом архиепископа Карельского и всей Финляндии. 14 августа того же года утверждён в этой должности президентом.
С середины 1920-х годов митрополит Антоний (Храповицкий) называл нового финляндского архиерея «лже-епископом» и причащавшихся с ним призывал к покаянию, в частности в письме валаамскому иеромонаху Поликарпу (Шорину) от 27 января 1925 года писал: «Печальные вести ваши я получил и много скорбел о безжалостном ожесточении архипастырей греческих, а Германа я считаю простым мирянином…».
На протяжении всего периода управления проводил активную политику экуменизма и финнизации. По его инициативе надписи на иконах переписывались с церковнославянского на финский язык. Он добился изменения внешнего вида облачений священнослужителей по греческим образцам; отмены обязательного ношения священниками рясы и восьмиконечного «русского» креста, вместо которого был введён четырёхконечный крест, крепившийся на цепочке, составленной из соединённых между собой свастик. Духовенству дозволялось остригать волосы и брить бороды. При строительстве храмов предписывалось брать за образцы лютеранские кирхи или придерживаться византийского, а не «русского» стиля.
Его статьи и проповеди помещались в официальном вестнике Финляндской Церкви, журнале «Aamun Koitto» и в других периодических изданиях.
В 1937 года в Сортавале по приглашению владыки Германа проходило совещание финских и прибалтийских православных епископов, в котором участвовали митрополит Таллинский Александр (Паулус), митрополит Рижский Августин (Петерсон), архиепископ Печерский Николай (Лейсман), епископ Выборгский Александр (Карпин) и епископ Елгавский Иаков (Карп). Повестка дня данной встречи включала развитие межцерковных связей, календарный вопрос, унификацию богослужения, экономическое положение клириков и приходов, создание общего высшего богословского учебного заведения. В 1938 году состоялась вторая встреча финских и прибалтийских архиереев, она была посвящена участию в экуменическом движении.
В послевоенные годы противился попыткам Московской Патриархии вернуть Финляндскую церковь в свою юрисдикцию, сумел сохранить status quo, и в 1957 году Московская Патриархия отказалась от своих претензий.
1 июля 1960 года покинул свой пост по состоянию здоровья. Скончался 14 января 1961 года в Куопио.

## Награды
- 1927 — Орден Епископа Платона 1-й степени (Эстонская апостольская православная церковь)
- 1928 — Орден Белой розы Финляндии (K I)
- 1936 — Орден Трёх звёзд (R 2)
- 1938 — Святого Георгия (Латвия)
- 1939 — Орден Эстонского Красного Креста 1 класса
- 1950 — Орден Льва Финляндии

## Семья
- Жена — Любовь Александровна Бобковская (1885—1921), родилась в семье протоиерея Александра Бобковского и его супруги Ольги Бородкиной; замужем с 1904 года, скончалась в 1921 году, после родов.
  - Сын — Герман (31 августа 1905 — 23 июня 1978), работал химиком, был женат на Лайне Мариатте (1914—1999); оба похоронены в Хельсинки на православном кладбище.
  - Сын — Сократ (18 мая 1907—1965), юрист.
  - Дочь — Тамара (19 апреля 1909 — ?), была замужем за священником Михаилом Касанко/Казанским.
  - Дочь — Ариадна (4 марта 1911 — ?), была замужем за директором коммерческого училища города Сортавалы Эйно Кивиненом.
  - Сын — Юри (10 февраля 1915 — 12 марта 1974), библиограф, в 1963 году был обвинён в шпионаже в пользу СССР, был женат на Эйле Маргарете (1919—2006); оба похоронены в Хельсинки на православном кладбище.
  - Дочь — Люсия (14 марта 1921 — 27 августа 1998)